# Kāladi
Kāladi är en ort i Indien.   Den ligger i distriktet Ernākulam och delstaten Kerala, i den södra delen av landet, 2 100 km söder om huvudstaden New Delhi. Kāladi ligger 12 meter över havet och antalet invånare är 20 407.
Terrängen runt Kāladi är platt. Runt Kāladi är det mycket tätbefolkat, med 1 056 invånare per kvadratkilometer. Närmaste större samhälle är Kalamassery, 16,5 km sydväst om Kāladi. Trakten runt Kāladi består till största delen av jordbruksmark.